# Дойна
Дойна (на румънски: doina, песен) е румънска и молдовска лирична народна песен, свързана по произход и съдържание с овчарския бит.
Текстовете на този вид песни oписват най-често смяната на сезоните, природни картини (пасища, гори, реки) или случка, свързана със стадото и самия овчар.
Дойната е съставена от 2 контрастни по характер части: първата е бавна, в свободен ритъм и изразява обикновено тъгата на овчаря; втората е бърза и жива с танцов характер – радостта от сполуката за нещо, което е очаквал (обикновено успешното завръщане на стадото след драматична случка).